# 博紹羅德鄉
45°41′N 23°05′E / 45.683°N 23.083°E
博紹羅德鄉（羅馬尼亞語：Comuna Boșorod, Hunedoara），是羅馬尼亞的鄉份，位於該國西部，由胡內多阿拉縣負責管轄，面積127平方公里，海拔高度814米，2007年人口2,053，人口密度每平方公里16人。